# Heinz Wossipiwo
Heinz Wossipiwo, né le 25 janvier 1951 à Sohl, est un sauteur à ski est-allemand.

## Biographie
Sa première compétition internationale majeure est la Tournée des quatre tremplins 1971-1972, où il est notamment quatrième et sixième sur des manches.
En 1972, il devient vice-champion du monde de vol à ski à Planica, mais ne se classe que 39e du concours en grand tremplin aux Jeux olympiques de Sapporo.
En mars 1973, il établit un nouveau record du monde de saut à ski au tremplin Heini Klopfer à Oberstdorf avec une distance de 169 mètres.
À la Tournée des quatre tremplins 1973-1974, il se place notamment deuxième sur la manche de Garmisch-Partenkirchen, soit son unique podium dans la compétition austro-allemande. Il participe ensuite aux Championnats du monde 1974 à Falun, remportant la médaille d'argent au petit tremplin, derrière son compatriote Hans-Georg Aschenbach.  Il continue la compétition internationale une autre saison en 1974-1975.
Il est ensuite devenu entraîneur à Klingenthal, aussi son club durant sa carrière sportive.

## Palmarès

### Jeux olympiques
| Épreuve / Édition | Sapporo 1972 |
| Grand tremplin    | 39e          |

### Championnats du monde
| Épreuve / Édition | Falun 1974 |
| Grand tremplin    | Argent     |

### Championnats du monde de vol à ski
| Épreuve / Édition | Planica 1972 | Kulm 1975 |
| Individuel        | Argent       | 6e        |